# Provinz Ifugao
Koordinaten: 16° 49′ N, 121° 6′ O
Ifugao ist eine Provinz in der Administrativen Region Cordillera, auf der Insel Luzon im Norden der Philippinen. Die Hauptstadt der Provinz ist Lagawe. Sie ist von den Provinzen Mountain Province im Norden, Isabela im Osten, Nueva Vizcaya im Süden und Benguet im Westen umgeben.

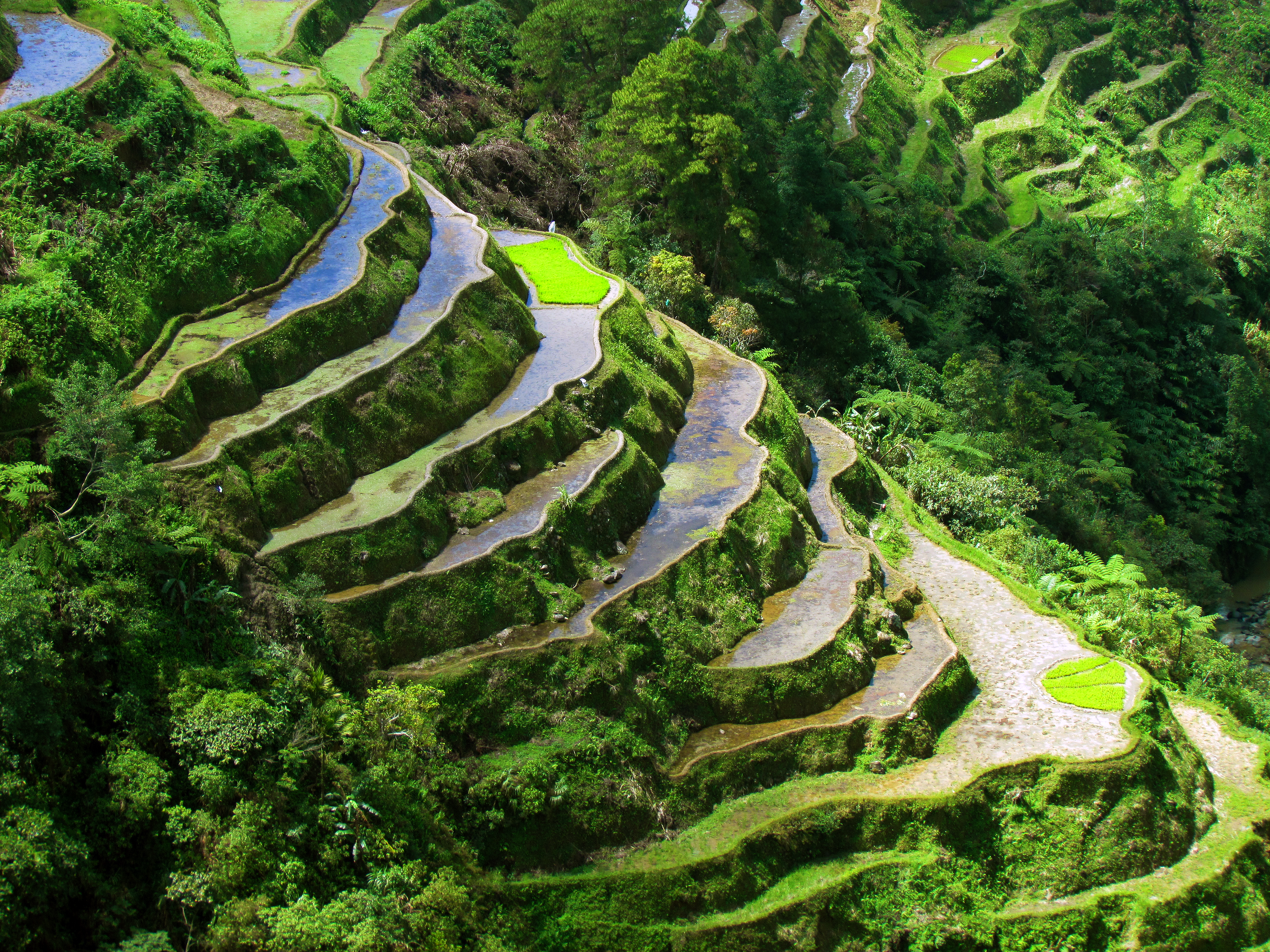
Reisterrassen von Banaue

Ifugao dehnt sich auf 2506,3 km² aus und wird von 191.078 (1. Mai 2010) Menschen bevölkert. Die Provinz ist berühmt für die Reisterrassen, die zum Weltkulturerbe gehören. 2011 wurden sie außerdem in die Liste der Globally Important Agricultural Heritage Systems der FAO aufgenommen.
Im Westen der Provinz liegen Teile des Mount-Data-Nationalparks auf dessen Gebiet. Im Tal des Magat-Rivers, im Osten der Provinz, liegt der Magat-Stausee, dessen Wasserkraftwerk eine Leistung von 381 Megawatt hat.
Ifugao bedeutet in der Sprache des Volkes Ifugao „Leute der Erde“.

## Städte und Stadtgemeinden
- Aguinaldo
- Alfonso Lista
- Asipulo
- Banaue
- Hingyon
- Hungduan
- Kiangan
- Lagawe
- Lamut
- Mayoyao
- Tinoc